# 特拉 (馬里)
特拉（法語：Tella），是馬里的城鎮，位於該國南部，由錫卡索區的錫卡索省負責管轄，面積511平方公里，海拔高度349米，2009年人口4,372，人口密度每平方公里8.6人。